# Rustem Kielechsajew
Rustem Kazbiekowicz Kielechsajew (ros. Рустем Казбекович Келехсаев; ur. 10 lutego 1969) – radziecki i rosyjski zapaśnik, osetyjskiego pochodzenia walczący w stylu wolnym. Zajął jedenaste miejsce na mistrzostwach świata w 1994. Złoty medalista mistrzostw Europy w 1993 i 1994; brązowy w 1992; czwarty w 1995. Drugi w Pucharze Świata w 1992 i 1995. Mistrz Europy młodzieży w 1988. Trzeci na mistrzostwach ZSRR w 1991. Drugi na mistrzostwach WNP w 1992. Mistrz Rosji w 1992; drugi w 1993 roku.